# Birnhorn
Birnhorn – szczyt w grupie Leoganger Steinberge, części Północnych Alp Wapiennych. Leży w Austrii w kraju związkowym Salzburg. Jest to najwyższy szczyt Leoganger Steinberge. Szczyt można zdobyć ze schroniska Passauer Hütte.